# San Francisco de Asís
San Francisco de Asís – miasto w Wenezueli, w stanie Aragua.